# Swartzia curranii
Swartzia curranii är en ärtväxtart som beskrevs av John Macqueen Cowan. Swartzia curranii ingår i släktet Swartzia och familjen ärtväxter. Inga underarter finns listade i Catalogue of Life.